# ディズニー・クエスト
ディズニー・クエスト（DisneyQuest）は、アメリカフロリダ州のウォルト・ディズニー・ワールド・リゾートのディズニー・スプリングス内に存在した「インドア・インタラクティブ・テーマパーク」。ウォルト・ディズニー・カンパニーが所有し、ディズニー・パークス・エクスペリエンス・プロダクツが管理していた。

## 沿革
ディズニー・クエスト・プロジェクトは、各ディズニーのテーマパークから離れた地域の人々に対してディズニーブランドを浸透させる目的で、主に大都市の中心部をターゲットに、インドアタイプの都市型テーマパークを建設するプロジェクトであった。
1998年6月19日にオープンし、続いてシカゴに第2号施設となるディズニー・クエスト・シカゴがオープンしたが、シカゴは業績不振により間もなく閉鎖。その後、フィラデルフィアやトロントなどにもオープン予定であったが、採算の見込みが立たず計画はいずれも中止となり、ディズニー・クエスト・プロジェクトそのものが中止されることとなった。
2015年にディズニー・スプリングス(旧ダウンタウン・ディズニー)の再開発の中で、ディズニー・クエストも大きな変化を遂げることになると発表した。そして2017年7月2日に施設自体がクローズした。
跡地にはNBA（ナショナル・バスケットボール・アソシエーション）をテーマとした施設、「NBA エクスペリエンス」が開業した。

## アトラクション
ディズニー・クエストの主なアトラクションは以下のとおり。
- カリブの海賊：バッカニア・ゴールドの戦い（Pirates of the Caribbean: Battle for Buccaneer Gold）
- バーチャル・ジャングル・クルーズ（Virtual Jungle Cruise）
- サイバースペース・マウンテン（CyberSpace Mountain）
- アラジンの魔法の絨毯（Aladdin's Magic Carpet Ride）
- アニメーション・アカデミー（Animation Academy）
- マイティ・ダックのピンボール・スラム（Mighty Ducks Pinball Slam）
- バズ・ライトイヤーのアストロブラスター（Buzz Lightyear's AstroBlaster）

## インドア・テーマパーク事業の将来
最終的に計画中止とはなったが、日本ではオリエンタルランド社（略: OLC）が2010年の開業を目指して東京以外の都市圏（大阪と福岡が最有力候補であった）で屋内型施設の建設を検討していた。OLCのプレスリリースによれば、東京ディズニーリゾートへのアクセスが困難な地域におけるディズニーキャラクターへの接触度を向上させ、最終的にはリゾートへの顧客誘引へつなげることが目的とされており、ディズニー・クエスト・プロジェクトとその趣旨において類似性が見られた。

## 中止となった施設
- ディズニー・クエスト・フィラデルフィア - フィラデルフィアで建設途中だったが、中止。
- ディズニー・クエスト・アナハイム - アナハイムにあるディズニーランド・リゾート内のダウンタウン・ディズニー(商業施設)内に計画予定だったが、中止。
- ディズニー・クエスト・トロント - トロントで計画予定だったが、後に中止と発表。